# Толедо, Антонио Себастьян де
Антонио Себастьян де Толедо Молина-и-Салазар (исп. Antonio Sebastián de Toledo Molina y Salazar; 20 января 1622, Севилья — 13 февраля 1715, Мадрид) — испанский дворянин и политик, 2-й маркиз Мансера, гранд Испании, 25-й вице-король Новой Испании (с 15 октября 1664 по 20 ноября 1673 год).

## Семейное происхождение и ранние годы
Родился 20 января 1622 года в Севилье. Сын Педро де Толедо-и-Лейва (1584—1654), 6-го сеньора и 1-го маркиза Мансера, губернатора Галисии и вице-короля Перу, и его второй жены Марии Луизы Молины Саласар-и-Энрикес де Наварра, 4-й сеньоры Эль-Мармол, дочери Луиса де Салазара-и-Молина, 2-го сеньора Эль-Мармола, и правнучки маршала Антонио Энрикеса де Наварра-и-Лакарра, 2-го сеньора Мурильо де лас-Лимас, 6-го сеньора Вьерласа и 7-го сеньора Аблитас. Он сменил своих родителей в семейных титулах и поместьях, став 2-м маркизом Мансера, 5-м сеньором Синко Вилл и 5-м сеньором Эл-Мармол.
Из-за положения семьи с самого раннего возраста он служил при испанском дворе, где занимал важные посты. Позже он отправился в Новую Испанию (1639—1648), проживая там в период, когда его отец был вице-королем. Он получил рыцарское звание и пост командира Ордена Алькантара, и действовал как дипломат Испании в Венецианской республике.
Он женился дважды: первый 7 октября 1655 года на Леоноре Марии дель Каррето (1616—1673), дочери Франческо Антонио дель Карретто, маркиза Савоны и Граны, графа Миллезимо, кавалера ордена Золотого руна и генерала императорской армии, и Маргареты Фуггер фон Нордендорф, от которой у него была единственная дочь Мария Луиза Альварес де Толедо Каррето, 1-я маркиза Мельгар де Фернаменталь.
Во втором браке он женился в 1676 году на Хулиане Терезе де Менесес Портокарреро, дочери Педро Портокарреро де Кордова-и-Арагон, 8-го графа Медельин, и Марии Бритес де Менесес, от которой он не получил наследства.

## Вице-король Новой Испании
Он получил назначение вице-королем Новой Испании 30 декабря 1663 года, когда его предшественник Хуан Франсиско де Лейва-и-де-ла-Серда ещё находился у власти. Последний вместе с женой и детьми совершил ряд нарушений, из-за чего корона Испании отстранилась от власти досрочно. Диего Осорио де Эскобар, архиепископ Пуэбла-де-лос-Анхелес, был назначен временным вице-королем, и почти год спустя, 15 октября 1664 года, Антонио де Толедо официально въехал в Мехико в сопровождении своей жены Леоноры дель Каррето.
Во время своего пребывания в должности он отправлял ресурсы в Испанию для финансирования войны против Англии, став наместником, который отправил в Испанию больше всего денег. Он реорганизовал Армаду де Барловенто из-за разграбления английскими корсарами и продолжил реконструкцию собора Мехико, завершив оставшиеся работы. Ему удалось остановить вмешательство архиепископской курии в дела правительства наместничества и пресечь злоупотребления, совершаемые королевскими чиновниками.
Он поддерживал различные экспедиции по завоеванию земель Калифорнии, до сих пор неизвестных, и дал 10 000 песо из собственного состояния Диего Луису де Сан Виторес для экспедиции на завоевание Марианских островов. Он был категорически против торговли людьми и ставил все возможные препятствия для предотвращения продажи рабов во время своего пребывания в должности.
Несмотря на несколько жалоб на него, вице-король оставался на своем посту почти десять лет.
20 ноября 1673 года Антонио Себастьян де Толедо Молина-и-Салазар передал эстафету командования своему преемнику Педро Нуньо Колону из Португалу, потомку адмирала Христофора Колумба. Его первая супруга Леонор скончалась по пути в Веракрус, чтобы отправиться в Испанию.

## Возвращение в Испанию и смерть
Оказавшись в Испании, Антонио Себастьян де Толедо Молина-и-Салазар вернулся к королевскому двору в качестве майордома королевы Марианны Австрийской и действовал как посредник между ней и её сыном Карлосом II. В 1668 году он были изгнан по приказу Хуана Хосе Австрийского. Он поддержал брак короля с Марианной Нейбургской и получил от короля почетный титул гранда Испании 17 февраля 1687 года.
Когда пришло время наследования испанского престола, Антонио Себастьян де Толедо Молина-и-Салазар сначала поддержал Австрийский дом, а затем остановил свой выбор на принце Филиппе Анжуйском, будущем короле Испании Филиппе V, представителе дома Бурбонов, который в награду за его услуги назначил его президентом Совета Италии.
Антонио Себастьян де Толедо Молина-и-Салазар скончался при дворе Мадрида в 1715 году, в возрасте 93 лет.
Сам маркиз приписывал свойствам шоколада, пищи, которую он, как и его отец, употреблял в больших количествах, причиной своего долголетия.

## Потомки
Два брака Антонио Себастьяна де Толедо Молина-и-Саласар не дали ему потомства мужского пола, поэтому после его смерти права наследования маркизата Мансера и других активов перешли к сестре его отца, Франсиске де Толедо-и-Осорио, 1-й маркизе Монтальбо с 1630 года, вторым мужем которой был Диего Сармьенто де Акунья-и-Сотомайор (1616—1690), 2-й граф Гондомар и кавалер Ордена Сантьяго.